# Пітчук Остап Тарасович
Оста́п Тара́сович Пітчу́к (12 січня 1998, Івано-Франківськ — 15 липня 2023, Часів Яр) — солдат 24-ї ОМБр ЗСУ, історик і етнолог.

## Біографія
Народився в Івано-Франківську 12 січня 1998 року. Був єдиною дитиною в сім'ї.
Проживав на одній з вулиць мікрорайону Каскад. З дитинства мав поглиблений інтерес до історії.
Активно цікавився міфологією, етнологією, а серед хобі були їзда на велосипеді та походи в гори. За психотипом належав до інтровертів.

Його друг університетського періоду Андрій Бойда згадував Остапа так: 
|  | «Він був розумним, завжди вирізнявся патріотизмом». |

Випускник спеціальності «Історія та археологія. Етнологія» 2020 року. За успіхи в навчанні одержав диплом з відзнакою.
Був одним з авторів факультетського видання «Студентські Історичні Зошити». Вперше і востаннє опублікувався в № 12 цього видання. Стаття Остапа була присвячена похоронним обрядам на Гуцульщині. Закінчивши магістратуру, мав намір далі навчатися в аспірантурі. Одна з можливих тем для написання дисертаційної роботи могла стосуватися гуцульських поховальних обрядів.
У лютому 2023 року мобілізований Івано-Франківським МТЦК та СП. З середини весни того ж року проходив військову службу на Донбасі, виконував обов'язки радиста у взводі зв'язку одного зі стрілецьких батальйонів 24-ї ОМБр ЗСУ на Бахмутському напрямку. В перервах між службовими обов'язками активно займався самоосвітою. Загинув 15 липня 2023 року поблизу міста Часів Яр. Похований 21 липня 2023 року на міському кладовищі Івано-Франківська.
18 жовтня 2023 р. ім'я Остапа Пітчука з'явилось на пам'ятному стенді присвяченому студентам і випускникам Факультету історії, політології і міжнародних відносин Прикарпатського національного університету імені Василя Стефаника.
30 квітня 2024 р. Остапові Пітчуку посмертно присвоєно звання почесного громадянина Івано-Франківська.